# Yinghuo-1
Yinghuo-1 byla čínská sonda zkoumající Mars, vůbec první čínská sonda určená k průzkumu Marsu. Byla vypuštěna z kosmodromu Bajkonur v listopadu 2011 spolu s ruskou sondou Fobos-Grunt, které měla přistát na Marsově měsíci Fobos.  Sonda o hmotnosti 115 kilogramů měla strávit na oběžné dráze Marsu asi dva roky a studovat povrch, atmosféru, ionosféru a magnetismus planety.  Krátce po startu měla sonda Fobos-Grunt provést dva zážehy které by ji nasměřovaly k Marsu, nicméně k těmto zážehům nedošlo, takže sondy zůstaly na oběžné dráze.  17. listopadu označila čínská agentura, že sondu považuje za ztracenou.  Obě sondy, jak čínská tak ruská, dopadly v lednu 2012 do Tichého oceánu. 

## Jméno
Jméno sondy Yinghuo odkazuje na starověký čínský výraz pro Mars.

## Pozadí
V lednu 2007 podepsali šéf čínské a ruské vesmírné agentury dohodu o spolupráci na společném průzkumu Marsu v jejímž rámci měla být realizována mise sond Fobos-Grunt a Yinghuo.

## Přístroje a cíle
Primární vědecké cíle mise byly:
- Provést podrobný průzkum magnetického pole a plazmového prostředí.
- Studium úniku iontů z atmosféry Marsu a studium emchanismů těchto úniku.
- Provádět měření ionosféry Marsu.
- Pozorovat písečné bouře na povrchu Marsu.

Sonda měla na palubě čtyři základní přístroje: 
- Plazmový balíček skládající se z analyzátoru elektronů, analyzátoru iontů a hmotnostního spektrometru.
- Magnetometr.
- Radiozákrytová siréna.
- Optický zobrazovací systém skládající se ze dvou kamer s 200 metrovým rozlišením.

## Profil mise
Po příletu k Marsu se měla čínská sonda oddělit od Fobos-Grunt v říjnu 2012 a vstoupit na oběžnou dráhu marsu, který měla oběhnout jednou za 73 hodin. Oběžná dráha měla mít sklon 5 stupňů k rovníku. Společně s ruskou sondou měla Yinghuo provádět experimenty pro průzkum ionosféry.  Pro dobu pobytu v planetárním stínu byla vybavena bateriemi.

## Start
V říjnu 2011 byla sonda dopravena na kosmodrom, kde byla spojena se sondou Fobos-Grunt a umístěna na vrchol rakety Zenit.  Ke startu došlo 8. listopadu.  Po startu měla proběhnout dvojice korekčních zážeků, k těm ale nedošlo a sondy zůstaly na oběžné dráze.  Přes opakované úsilí navázat se sondami kontakt a napravit problém, ztrácely obě sondy výšku.  Čínská strana následně označila svoji sondu Yinghuo za ztracenou.

## Konec mise
14. ledna 2012 obě sondy vstoupily do atmosféry, kde se rozpadly nad Tichým oceánem. Zbytky sond dopadly do oceánu.

## Specifikace
Sonda měla délku 0,75 metru, šířku 0,75 metru a výšku 0,6 metru.  Hmotnost sondy činila 115 kilogramů. K napájení měly sloužit solární panely o celkové délce 5,6 metru, poskytující průměrný výkon 90 W, špičkový výkon až 180 W. Komunikační anténa mohla vysílat na dvou frekvencích 7,17 a 8,4 GHz, rychlost přenosu byla od 8 bitů za sekundu až po 16 kilobitů za sekundu.